# Enrique Vera (Leichtathlet)
Enrique Vera Ybañez (* 31. Mai 1954) ist ein ehemaliger mexikanischer Geher.
1975 wurde er Zentralamerika- und Karibikmeister im 20-km-Gehen. Im Jahr darauf gehörte das 50-km-Gehen nicht zum Programm der Olympischen Spiele in Montreal. Stattdessen wurde ein Wettkampf über 50 km Gehen als Leichtathletik-Weltmeisterschaft 1976 ausgetragen, bei dem Vera Silber gewann. 1977 holte er ebenfalls Silber bei den Zentralamerika- und Karibikmeisterschaften über 20 km.
Bei den Leichtathletik-Weltmeisterschaften 1983 in Helsinki kam er über 20 km auf den 16. Platz; bei den Weltmeisterschaften 1991 in Tokio wurde er über 50 km disqualifiziert.

## Bestzeiten
- 20 km Gehen: 1:25:27 h, 7. August 1983, Helsinki
- 50 km Gehen: 3:43:59 h, 30. September 1979, Eschborn